# 37 (szám)
A 37 (római számmal: XXXVII) egy természetes szám, prímszám.

## A szám a matematikában
A tízes számrendszerbeli 37-es a kettes számrendszerben 100101, a nyolcas számrendszerben 45, a tizenhatos számrendszerben 25 alakban írható fel.
A 37 páratlan szám, prímszám. Jó prím. Unikális prím. Mírp. Normálalakban a 3,7 · 101 szorzattal írható fel.
A 37 n2 + 1 alakú prímszám (lásd: Landau-problémák).
Első típusú köbös prím.
Középpontos hatszögszám és csillagszám.
A 37 az első szám, ami pontosan 4 különböző szám valódiosztó-összegeként áll elő. Ezek: 155, 203, 299 és 323.
Minden pozitív egész szám felírható legfeljebb 37 ötödik hatvány összegeként (lásd Waring-probléma).
Störmer-szám.
A 37-es szám szerepel a (12; 35; 37) pitagoraszi számhármasban.
Az első 37 pozitív egész szám összege (vagyis a 37. háromszögszám) 703, e 37 szám szorzata (azaz a 37 faktoriálisa): 37! = 1,37637530912263 · 1043.
A 37 négyzete 1369, köbe 50 653, négyzetgyöke 6,08276, köbgyöke 3,33222, reciproka 0,027027. A 37 egység sugarú kör kerülete 232,47786 egység, területe 4300,84034 területegység; a 37 egység sugarú gömb térfogata 212 174,79024 térfogategység.
A 37 helyen az Euler-függvény helyettesítési értéke 36, a Möbius-függvényé −1, a Mertens-függvényé −2.
Ha a számot megszorozzuk a számjegyeivel, az eredmény 3 db 7-es számjegyet tartalmaz: {\displaystyle 3\cdot 7\cdot 37=777}

## A szám mint sorszám, jelzés
A periódusos rendszer 37. eleme a rubídium.

## A szám a kultúrában
Idősebb Plinius Naturalis Historia című monumentális munkája 37 könyvből áll.
A magyar népmesékben a sárkányoknak a gyakoribb 7 mellett ritkábban szokott 37 feje is lenni.
Csoóri Sándor Önéletrajz, harminchét sorban címmel írta meg 1997-ben lírai önéletrajzát.